# Dufftown
Dufftown es una localidad situada en el concejo de Moray, en Escocia (Reino Unido), con una población estimada a mediados de 2016 de 1610 habitantes.
Se encuentra ubicada al noreste de Escocia, cerca de la costa del fiordo de Moray (mar del Norte) y al oeste de la ciudad de Aberdeen.

## En la Ficción

### Saga Harry Potter
Se cree que Dufftown no está ubicado lejos del Colegio Hogwarts de Magia y Hechicería. Esto según lo que puede relatar Hermione Granger en Harry Potter y el Prisionero de Azkabán, cuando salió una publicación en el diario El Profeta de que Sirius Black había sido visto por muggles en el pueblo.